# 적극적 상상
적극적 상상(Active Imagination)은 20세기 초반 칼 융이 개발한 명상법이다. 그밖에 이슬람교 등에서도 적극적 상상이라는 개념이 존재한다.

## 칼 구스타프 융
프로이트와 동시대의 심리학자로서, 당대에 이미 전세계적으로 유명했던 칼 융은, 1912년 무의식의 심리학을 발간한다. 1913년 제1차 세계대전이 끝난 때에 38세였다. 당시 자신의 문제 때문에 자기 분석을 하면서 중년기 위기에 대한 연구를 하게 되었다. 융은 세계 최초로 중년기 위기에 대해 관심을 가진 정신과 의사이다.
융은 중년기 위기에 처한 자신의 환자들을 치료하면서, 자신의 권고에 따라 자기계발을 하는 과정을 개인화(individualization)라고 명명하고, 적극적 상상(active imagination)이라는 명상법을 가르쳤다.
몽상 상태는, 깨어 있는 것과 잠든 것의 중간 상태, 잠들어 있으면서 동시에 깨어 있는 상태를 말하는데, 꿈을 꾸는 상태 보다는 깨어있는 상태이다. 미국의 심리학자, 철학자인 윌리엄 제임스는 내면의 평정이라는 변화가 대부분 무언가를 할 때가 아니라 그저 이완하고 짐을 내려놓을 때 일어난다고 표현한다. 또한 이러한 신비로운 상태는 오랫동안 지속될 수 없으며, 30분 정도, 길면 2시간 정도가 한계라고 말했다.
이미 15년 이상 이 명상법을 시행했으나, 융이 적극적 상상(active imagination)이라는 용어를 처음 사용한 것은 1935년이다. 1913년에서 1916년까지 이 명상법의 개발에 집중했다. 이는 고대 이집트, 중세 유럽의 연금술사들이 하던 명상법을 융이 발전시킨 것이다.
원래 융은 프로이트의 학설에 동의하여 같이 연구하면서, 전세계적인 명성을 얻은 심리학자였는데, 38세인 1913년 적극적 상상이라는 명상법을 개발하면서 프로이트와 싸우게 되고, 공식적으로 헤어졌다. 그리하여 융은 분석 심리학을 창시하게 되었다.

### 적극적 상상의 방법
융의 적극적 상상의 방법은 4단계로 구성되어 있다.
1. 초대(The Invitation): 자신의 무의식을 초대한다. 한 단어에 집중하거나, 어떤 사건이나 장소 등에 집중한다. 점차 인격화 하도록 한다. 조그마한 방에서 혼자 고요히 있는 것이 필요하다.
심리학자 로버트 존슨은 적극적 상상이란 자신의 무의식이 만든 창조물을 표면화 하여 자신과 접촉할 수 있게 초대하는 것이라고 말한다.
이러한 방식은 불교의 참선, 도교의 단전호흡에서와 비슷한 방법이다. 참선에서는 화두라는 특정한 질문이나 단어에 집중하여 명상 상태로 진입해 들어가며, 도교에서는 여러 방법이 있으나, 눈을 감고 조식법을 하는 상태에서 손에 글자를 반복해 쓰면, 그 글자에서 빛이 나면서 그 속으로 들어가 명상 상태로 진입한다. 그밖에 도교에서는 무이구곡가를 암송하면서 그 경치가 실제로 보이기 시작해 명상상태로 진입하는 등, 여러가지의 명상상태로의 진입 방법이 있다.
2. 대화(The Dialogue): 인격화된 자신의 무의식, 즉 꿈에 나타난 어떤 사람과 대화를 한다. 질문을 위주로 하라는 것이 아니라, 경청을 하는 것이 이 명상법의 주된 방법이다.
3. 가치(The Values): 문제 해결을 위한 보다 높은 가치를 도출한다.
4. 의식(The Rituals): 일상 생활에 밀접한 구체적인 직관적 통찰을 만든다.

## 같이 보기
- 인지학
- 해몽
- 자각몽